# Лемьё, Давид
Давид Лемьё (фр. David Lemieux; род. 20 декабря 1988, Монреаль, Канада) — канадский боксёр-профессионал, выступающий в первой средней, в средней и во второй средней весовых категориях. Среди профессионалов бывший чемпион мира по версии IBF (2015) в среднем весе.

## Биография
Давид Лемьё родился 20 декабря 1988 года в канадском городе Монреаль. Отец — квебекец по национальности, мать — армянка из Ливана. Воспитывал Давида отчим — армянин, по фамилии Меликян. По признанию самого Лемьё, он владеет армянским языком, и воспитан в армянских традициях. Помимо армянского, Лемьё владеет также французским, английским, испанским и арабским языками.

## Любительская карьера
Боксом Лемьё начал заниматься в возрасте десяти лет. Он трижды выигрывал чемпионат Канады среди любителей. В семнадцать лет Давид Лемьё готов бы перейти в профессионалы, однако ему, в соответствии с требованиями канадской федерации, пришлось ждать совершеннолетия.

## Профессиональная карьера

### 2007—2010
Свой первый бой Лемьё на профессиональном ринге провел 14 апреля 2007 года. С момента своего дебюта по февраль 2010 года, Лемьё провёл двадцать боев, выиграв во всех нокаутом. 6 февраля 2010 года, в бою за звание чемпиона Канады в суперсреднем весе, он встречался с Джейсоном Науглером, которого победил по очкам. В этом же году, 10 апреля, Лемьё, проводя защиту титула против тунисского боксёра Валида Смишета, во втором раунде отправляет того в нокаут.
В июне 2010 года в бою за вакантный титул WBC Internationa", Лемьё вышел на ринг против опытного американца Элвина Аялы (20-5-1, 9 КО)[ком]. В первом же раунде Лемьё, обрушив град ударов на своего соперника, трижды отправлял того нокдаун, после чего Айала уже не был способен продолжать бой.
29 октября 2010 года Давид Лемьё проводил защиту титула, выигранного несколькими месяцами ранее. Соперником канадского боксёра был Эктор Камачо — младший (52-4-1, 28 КО)[ком]. С первых секунд боя Лемьё захватил инициативу. Уже в середине первого раунда, Камачо пропустил сильный боковой слева, после чего перешёл в глухую оборону. Лемьё продолжал бомбардировку своего соперника. На последней секунде первого раунда Камачо пропускает правый в голову, после чего оказывается в глубоком нокауте.
В декабре 2010 года Давид Лемьё встречался с американцем Пурнеллом Гейтсом (18-2-0, 13 КО)[ком], которого победил техническим нокаутом уже во второй трёхминутке. После боя было объявлено, что постановлению Всемирного боксёрского совета, Лемьё должен будет сразиться с Марко Антонио Рубио за статус официального претендента на титул чемпиона мира WBC в среднем весе.

#### Претендентский бой с Марко Антонио Рубио
8 апреля 2011 года Давид Лемьё сошёлся в бою за право быть обязательным претендентом на титул чемпиона мира WBC с известным мексиканским боксером Марко Антонио Рубио (49-5-1, 41 КО)[ком]. Будучи фаворитом поединка, Лемьё с первых секунд захватил инициативу на ринге. В течение первых пяти раундов Рубио большей частью оборонялся, блокируя удары соперника, в то время как Лемьё вкладывался в каждый удар, намереваясь нокаутировать своего оппонента. В шестом раунде Рубио неожиданно перешёл в наступление. В седьмом раунде Рубио нанёс сильный удар справа и отправил Лемьё в нокдаун. Сразу после этого Рубио обрушился с кучей ударов на своего соперника и тренер Лемьё принял решение остановить бой. Одержав неожиданную победу, Марко Антонио Рубио стал обязательным претендентом на титул чемпиона мира по версии WBC, к тому же для мексиканца этот успех стал юбилейной, пятидесятой победой. Лемьё потерпел своё первое поражение в карьере — до этого дня он провёл 25 боёв, из них 24 были закончены досрочно, 21 раз поединки не продлились дольше двух раундов.
Вскоре после боя стало известно, что Лемьё и его тренер Руси Анбер решили по взаимному согласию прекратить сотрудничество. Новым тренером Лемьё становится Марк Рэмси

#### Бой с Жоашеном Альсином
В декабре 2011 года Давид Лемьё проводил свою вторую защиту титула чемпиона WBC International. Его соперником был опытный гаитянский боксёр, бывший чемпион мира по версии WBA Жоашен Альсин (32-2-1)[ком]. Лемьё, выйдя хорошо подготовленным на бой, начал прессинговать своего соперника, однако экс-чемпион мира Алсин выдержал стартовый натиск. Во второй половине боя Лемьё заметно замедлился, что в конечном счёте и стоило ему победы в бою. Более опытный Алсин, за счёт правильно выбранной тактики, вёл поединок в нужном себе русле. Бой продлился все отведённые двенадцать раундов. Победа раздельным решением судей досталась Жоашену Альсину. Итоговый счёт судейских записок составил: 116—112, 116—112, 114—114
После двух поражений подряд, панчер-средневес Давид Лемьё вышел на ринг против Хаудьеля Сепеды (14-5-1, 11 КО)[ком]. Во втором раунде канадец послал своего соперника на пол ударом справа. Сразу после того, как Сепеда поднялся, Лемьё снова накинулся на своего противника и уже сильнейшим левым крюком по туловищу завершил поединок. Для Лемьё это была 22-я победа нокаутом в первых двух раундах.

### 2012—2014
В октябре 2012 года Лемьё провёл рейтинговый бой против мексиканца Альваро Гаоны (11-1-0, 7 KO)[ком]. С самого начала боя Гаона поддержал предложенный Лемьё темп и пошёл на размен ударами. Проведя несколько точных ударов, но не нанеся никакого урона сопернику, мексиканец поплатился за своё безрассудство. В конце раунда, Лемьё сильнейшим левым крюком послал Гаона на пол ринга, где в течение нескольких минут врачам пришлось приводить того в чувство. Судья зафиксировал нокаут.
14 декабря 2012 года состоялся рейтинговый бой между Давидом Лемьё и Альбертом Айрапетяном (20-3-0, 9 KO)[ком]. В первой трёхминутке Айрапетян дважды побывал на настиле ринга, а в следующем раунде, пропустив мощнейший удар справа, оказался в нокдауне. Несмотря на то, что Айрапетян смог подняться на ноги до конца отсчёта, рефери Майкл Гриффин остановил бой, зафиксировав победу Дэвида Лемьё техническим нокаутом во втором раунде.

#### Чемпионский бой с Хассан Н’Дам Н’Жикамом
20 июня 2015 года Лемьё в бою за вакантный титул чемпиона мира по версии IBF победил единогласным решением судей француза Хассана Н’Дам Н’Жикама.

#### Объединительный бой с Геннадием Головкиным
17 октября 2015 года состоялся объединительный бой боксёров среднего веса Давида Лемьё и Геннадия Головкина. Бой завершился победой Геннадия Головкина. В восьмом раунде рефери остановил поединок ввиду явного преимущества соперника. Данный бой стал дебютом на платном телевидении для обоих боксёров.

#### Чемпионский бой с Билли Джо Сондерсом
Бой состоялся 16 декабря 2017 года в Канаде, куда чемпион Сондерс приехал к претенденту на титул. Британец уверенно провёл все 12 раундов, не оставив шансов Лемьё, и судьи единогласно присудили ему победу со счётом: 111—117, 110—118, 108—120.

## Статистика профессиональных боёв
В таблице перечислены результаты всех поединков боксёров.
В каждой строке указан результат поединка. Дополнительно номер поединка обозначен цветом, который обозначает итог поединка. Расшифровка обозначений и цветов представлена в нижеследующей таблице.
| Пример | Расшифровка                     |
| ------ | ------------------------------- |
|        | Победа                          |
|        | Ничья                           |
|        | Поражение                       |
|        | Планируемый поединок            |
|        | Поединок признан несостоявшимся |
| КО     | Нокаут                          |
| ТКО    | Технический нокаут              |
| PTS    | Решение судей (по очкам)        |
| UD     | Единогласное решение судей      |
| MD     | Решение большинства судей       |
| SD     | Раздельное решение судей        |
| RTD    | Отказ от продолжения боя        |
| DQ     | Дисквалификация                 |
| NC     | Поединок признан несостоявшимся |

| 48 поединков, 43 победы (36 нокаутом), 5 поражения. | 48 поединков, 43 победы (36 нокаутом), 5 поражения. | 48 поединков, 43 победы (36 нокаутом), 5 поражения. | 48 поединков, 43 победы (36 нокаутом), 5 поражения. | 48 поединков, 43 победы (36 нокаутом), 5 поражения. | 48 поединков, 43 победы (36 нокаутом), 5 поражения. | 48 поединков, 43 победы (36 нокаутом), 5 поражения. | 48 поединков, 43 победы (36 нокаутом), 5 поражения. | 48 поединков, 43 победы (36 нокаутом), 5 поражения.                                                               |
| № Боя                                               | Результат                                           | Рекорд                                              | Соперник                                            | Способ                                              | Раунд (Всего)                                       | Дата                                                | Место проведения                                    | Примечания |
| --------------------------------------------------- | --------------------------------------------------- | --------------------------------------------------- | --------------------------------------------------- | --------------------------------------------------- | --------------------------------------------------- | --------------------------------------------------- | --------------------------------------------------- | --- |
| 48                                                  | Поражение                                           | 43-5                                                | Дэвид Бенавидес (25-0)                              | TKO                                                 | 3 (12), 1:31                                        | 21.05.2022                                          | Gila River Arena, Глендейл, Аризона, США            | Бой за временный титул чемпиона мира по версии WBC во 2-м среднем весе.                                           |
| 47                                                  | Победа                                              | 43-4                                                | Дэвид Зегарра (34-4)                                | TKO                                                 | 2 (10), 1:03                                        | 4.06.2021                                           | Hotel Holiday Inn, Куэрнавака, Морелос, Мексика     | |
| 46                                                  | Победа                                              | 42-4                                                | Фрэнси Нтету (17-3)                                 | KO                                                  | 5 (10), 1:58                                        | 10.10.2020                                          | Centre Gervais Auto, Шавиниган, Квебек, Канада      | |
| 45                                                  | Победа                                              | 41-4                                                | Максим Бурсак (35-5-2)                              | SD                                                  | 10 (10)                                             | 7.12.2019                                           | Монреаль, Канада                                    | Счёт: 94-93, 93-94, 94-93. Бой во 2-м среднем весе.                                                               |
| 44                                                  | Победа                                              | 40-4                                                | Гэри О'Салливан (28-2)                              | KO                                                  | 1 (12), 2:44                                        | 15.09.2018                                          | Ти-Мобайл Арена, Лас-Вегас, Невада, США             | |
| 43                                                  | Победа                                              | 39-4                                                | Карим Ачур (26-4-3)                                 | UD                                                  | 12 (12)                                             | 26.05.2018                                          | Квебек-Сити, Квебек, Канада                         | Счёт: 119-108, 120-107, 119-107. Бой за титул чемпиона по версиям WBC International и Francophone в среднем весе. |
| 42                                                  | Поражение                                           | 38-4                                                | Билли Джо Сондерс (25-0)                            | UD                                                  | 12 (12)                                             | 16.12.2017                                          | Лаваль, Квебек, Канада                              | Счёт: 111-117, 110-118, 108-120. Бой за титул чемпиона мира по версии WBO (3-я защита Сондерса) в среднем весе.   |
| 41                                                  | Победа                                              | 38-3                                                | Маркос Рейес (35-4)                                 | UD                                                  | 10 (10)                                             | 6.05.2017                                           | Лас-Вегас                                           | |
| 40                                                  | Победа                                              | 37-3                                                | Кёртис Стивенс (29-5)                               | KO                                                  | 3 (12)                                              | 11.03.2017                                          | Верона                                              | Бой за титул чемпиона Америки по версии WBC Continental Americas и вакантный титул WBO Inter-Continental.         |
| 39                                                  | Победа                                              | 36-3                                                | Кристиан Фабиан Риос (21-7-3)                       | UD                                                  | 10 (10)                                             | 22.10.2016                                          | Монреаль                                            | |
| 38                                                  | Победа                                              | 35-3                                                | Глэн Тапиа (23-2)                                   | ТКО                                                 | 4 (10)                                              | 07.05.2016                                          | Лас-Вегас                                           | Бой за вакантный титул по версии WBO NABO.                                                                        |
| 37                                                  | Поражение                                           | 34-3                                                | Геннадий Головкин (33-0)                            | ТКО                                                 | 8 (12)                                              | 17.10.2015                                          | Нью-Йорк                                            | Объединительный бой за титулы чемпиона мира по версиям IBF, WBA super, IBO и WBC interim.                         |
| 36                                                  | Победа                                              | 34-2-0                                              | Хассан Н’Дам Н’Жикам (31-1)                         | UD                                                  | 12 (12)                                             | 20.06.2015                                          | Монреаль                                            | Завоевал вакантный титул чемпиона мира по версии IBF в среднем весе.                                              |
| 35                                                  | Победа                                              | 33-2-0                                              | Габриэль Росадо (21-8)                              | ТКО                                                 | 10 (12)                                             | 06.12.2014                                          | Бруклин                                             | 1-я защита титула NABF.                                                                                           |
| 34                                                  | Победа                                              | 32-2-0                                              | Фернандо Герреро (26-2)                             | КО                                                  | 3 (12)                                              | 24.05.2014                                          | Монреаль                                            | Бой за вакантный пояс NABF.                                                                                       |
| 33                                                  | Победа                                              | 31-2-0                                              | Хосе Мигель Торрес (27-5)                           | ТКО                                                 | 7 (10)                                              | 30.11.2013                                          | Монреаль                                            | |
| 32                                                  | Победа                                              | 30-2-0                                              | Маркус Апшоу (15-10-2)                              | UD                                                  | 8 (8)                                               | 29.09.2013                                          | Монреаль                                            | |
| 31                                                  | Победа                                              | 29-2-0                                              | Роберт Свежбинский (11-1)                           | ТКО                                                 | 1 (8)                                               | 08.06.2013                                          | Монреаль                                            | |
| 30                                                  | Победа                                              | 28-2-0                                              | Альберт Айрапетян (20-3-0)                          | ТКО                                                 | 2 (10)                                              | 14.12.2012                                          | Монреаль                                            | |
| 29                                                  | Победа                                              | 27-2-0                                              | Альваро Гаона (11-1-0)                              | КО                                                  | 1 (10)                                              | 12.10.2012                                          | Монреаль                                            | |
| 28                                                  | Победа                                              | 26-2-0                                              | Хаудьель Сепеда (12-5-1)                            | КО                                                  | 2 (8)                                               | 8.06.2012                                           | Монреаль                                            | |
| 27                                                  | Поражение                                           | 25-2-0                                              | Жоашен Альсин (32-2-1)                              | MD                                                  | 12 (12)                                             | 10.12.2011                                          | Монреаль                                            | Потеря титула WBC International.                                                                                  |
| 26                                                  | Поражение                                           | 25-1-0                                              | Марко Антонио Рубио (49-5-1)                        | ТКО                                                 | 7 (12)                                              | 8.04.2011                                           | Монреаль                                            | Бой за звание претендента на титул чемпиона WBC.                                                                  |
| 25                                                  | Победа                                              | 25-0-0                                              | Пурнелл Гейтс (18-1-0)                              | ТКО                                                 | 2 (10)                                              | 3.12.2010                                           | Монреаль                                            | |
| 24                                                  | Победа                                              | 24-0-0                                              | Эктор Камачо-мл. (52-3-1)                           | КО                                                  | 1 (12)                                              | 29.10.2010                                          | Монреаль                                            | 1-я защита титула WBC International.                                                                              |
| 23                                                  | Победа                                              | 23-0-0                                              | Элвин Аяла (20-4-1)                                 | КО                                                  | 1 (12)                                              | 11.06.2010                                          | Монреаль                                            | Бой за вакантный титул WBC International.                                                                         |
| 22                                                  | Победа                                              | 22-0-0                                              | Валид Смишет (20-6-3)                               | КО                                                  | 2 (10)                                              | 3.04.2010                                           | Монреаль                                            | 1-я защита титула Canada Super Middleweight Title.                                                                |
| 21                                                  | Победа                                              | 21-0-0                                              | Джейсон Науглер (18-11-1)                           | UD                                                  | 10 (10)                                             | 6.02.2010                                           | Монреаль                                            | Бой за титул Canada Super Middleweight Title.                                                                     |
| 20                                                  | Победа                                              | 20-0-0                                              | Делай Райнес (17-6-0)                               | КО                                                  | 2 (10)                                              | 11.12.2009                                          | Монреаль                                            | Бой за вакантный титул WBC Youth Intercontinental.                                                                |
| 19                                                  | Победа                                              | 19-0-0                                              | Альфредо Контрерас (11-6-1)                         | КО                                                  | 2 (8)                                               | 7.11.2009                                           | Монреаль                                            | |
| 18                                                  | Победа                                              | 18-0-0                                              | Донни МакКрари (24-9-2)                             | КО                                                  | 1 (8)                                               | 3.10.2009                                           | Монреаль                                            | |
| 17                                                  | Победа                                              | 17-0-0                                              | Бладимир Эрнандес (18-3-0)                          | КО                                                  | 5 (8)                                               | 28.08.2009                                          | Монреаль                                            | |
| 16                                                  | Победа                                              | 16-0-0                                              | Мартин Авилья (9-5-0)                               | КО                                                  | 2 (6)                                               | 19.06.2009                                          | Монреаль                                            | |
| 15                                                  | Победа                                              | 15-0-0                                              | Томас Дэвис (12-9-2)                                | КО                                                  | 1 (6)                                               | 18.04.2009                                          | Монреаль                                            | |
| 14                                                  | Победа                                              | 14-0-0                                              | Луис Роберто Рейес (6-8-1)                          | ТКО                                                 | 1 (8)                                               | 7.03.2009                                           | Монреаль                                            | |
| 13                                                  | Победа                                              | 13-0-0                                              | Рохелио Санчес (18-19-4)                            | ТКО                                                 | 2 (6)                                               | 30.01.2009                                          | Монреаль                                            | |
| 12                                                  | Победа                                              | 12-0-0                                              | Патрик Тесье (3-7-0)                                | ТКО                                                 | 2 (6)                                               | 1.11.2008                                           | Монреаль                                            | |
| 11                                                  | Победа                                              | 11-0-0                                              | Лэнс Муди (4-6-2)                                   | КО                                                  | 1 (6)                                               | 4.10.2008                                           | Монреаль                                            | |
| 10                                                  | Победа                                              | 10-0-0                                              | Улисес Дуарте (16-17-1)                             | ТКО                                                 | 1 (4)                                               | 1.08.2008                                           | Монреаль                                            | |
| 9                                                   | Победа                                              | 9-0-0                                               | Освальдо Гонсалес (1-8-1)                           | ТКО                                                 | 2 (6)                                               | 11.07.2008                                          | Монреаль                                            | |
| 8                                                   | Победа                                              | 8-0-0                                               | Хулио Гонсалес (7-4-0)                              | ТКО                                                 | 2 (6)                                               | 6.06.2008                                           | Монреаль                                            | |
| 7                                                   | Победа                                              | 7-0-0                                               | Родни Грин (6-4-1)                                  | ТКО                                                 | 4 (4)                                               | 3.05.2008                                           | Монреаль                                            | |
| 6                                                   | Победа                                              | 6-0-0                                               | Гильермо Кортес (2-2-0)                             | КО                                                  | 2 (4)                                               | 9.02.2008                                           | Монреаль                                            | |
| 5                                                   | Победа                                              | 5-0-0                                               | Хесус Ортега (12-17-0)                              | КО                                                  | 2 (4)                                               | 7.12.2007                                           | Монреаль                                            | |
| 4                                                   | Победа                                              | 4-0-0                                               | Рене Фернандес (4-4-2)                              | КО                                                  | 2 (4)                                               | 15.09.2007                                          | Монреаль                                            | |
| 3                                                   | Победа                                              | 3-0-0                                               | Андрес Ловера (1-2-0)                               | КО                                                  | 2 (4)                                               | 8.06.2007                                           | Монреаль                                            | |
| 2                                                   | Победа                                              | 2-0-0                                               | Хосе Луис Альварес (2-8-0)                          | ТКО                                                 | 2 (4)                                               | 12.05.2007                                          | Монреаль                                            | |
| 1                                                   | Победа                                              | 1-0-0                                               | Хосе Канделарио Торрес (0-1-0)                      | ТКО                                                 | 2 (4)                                               | 14.04.2007                                          | Монреаль                                            | |

## Тренеры
- Руси Анбер — 2007—2011
- Марк Рэмси — с 2011

## Титулы
- Интерконтинентальный чемпион мира по версии WBC (WBC International) (2010)
- Чемпион Канады в среднем весе (Canada Super Middleweight Title)(2010)
- Интерконтинентальный чемпион мира среди молодежи по версии WBC (WBC Youth Intercontinental) (2009)
- Canada — Quebec Boxing Council (CQB)
- Light Middleweight Title (2008)
- Чемпион в среднем весе по версии WBO NABO (2016)
- Чемпион в среднем весе по версии WBO Inter-Continental (2017)
- Чемпион в среднем весе по версии WBC Continental Americas (2017—н. в.)
- Чемпион в среднем весе по версии WBC Francophone (2018—н. в.)
- Чемпион в среднем весе по версии WBC International (2018—н. в.)
- Чемпион мира в среднем весе по версии IBF (2015)